# Ветерфорд (Техас)
Ветерфорд (англ. Weatherford) — місто (англ. city) в США, в окрузі Паркер штату Техас. Населення — 30 854 особи (2020).

## Географія
Ветерфорд розташований за координатами 32°45′19″ пн. ш. 97°45′57″ зх. д. / 32.75528° пн. ш. 97.76583° зх. д. (32.755397, -97.765731).  За даними Бюро перепису населення США в 2010 році місто мало площу 69,10 км², з яких 64,38 км² — суходіл та 4,72 км² — водойми. В 2017 році площа становила 74,01 км², з яких 69,30 км² — суходіл та 4,72 км² — водойми.

### Клімат
| Клімат : Ветерфорд    | Клімат : Ветерфорд | Клімат : Ветерфорд | Клімат : Ветерфорд | Клімат : Ветерфорд | Клімат : Ветерфорд | Клімат : Ветерфорд | Клімат : Ветерфорд | Клімат : Ветерфорд | Клімат : Ветерфорд | Клімат : Ветерфорд | Клімат : Ветерфорд | Клімат : Ветерфорд | Клімат : Ветерфорд |
| Показник              | Січ.               | Лют.               | Бер.               | Квіт.              | Трав.              | Черв.              | Лип.               | Серп.              | Вер.               | Жовт.              | Лист.              | Груд.              | Рік                |
| Середній максимум, °C | 12,2               | 14,4               | 19,4               | 23,9               | 27,8               | 32,8               | 35,0               | 35,6               | 31,1               | 25,6               | 18,3               | 13,3               | 24,4               |
| Середній мінімум, °C  | −0,6               | 1,1                | 5,6                | 10,6               | 15,6               | 20,0               | 22,2               | 21,7               | 17,8               | 11,1               | 5,0                | 0,6                | 11,1               |
| Норма опадів, мм      | 46                 | 56                 | 64                 | 86                 | 119                | 84                 | 56                 | 56                 | 76                 | 81                 | 56                 | 51                 | 833                |
| --------------------- | ------------------ | ------------------ | ------------------ | ------------------ | ------------------ | ------------------ | ------------------ | ------------------ | ------------------ | ------------------ | ------------------ | ------------------ | ------------------ |
| Джерело: Weatherbase  |                    |                    |                    |                    |                    |                    |                    |                    |                    |                    |                    |                    |                    |

## Демографія
Згідно з переписом 2010 року, у місті мешкало 25 250 осіб у 9770 домогосподарствах у складі 6462 родин. Густота населення становила 365 осіб/км².  Було 10853 помешкання (157/км²).
Расовий склад населення:
| - 89,4 % — білих - 2,4 % — чорних або афроамериканців - 0,9 % — азіатів - 0,8 % — корінних американців - 0,1 % — вихідців з тихоокеанських островів - 4,4 % — осіб інших рас |

До двох чи більше рас належало 2,1 %. Частка іспаномовних становила 13,6 % від усіх жителів.
За віковим діапазоном населення розподілялося таким чином: 25,0 % — особи молодші 18 років, 59,8 % — особи у віці 18—64 років, 15,2 % — особи у віці 65 років та старші. Медіана віку мешканця становила 35,7 року. На 100 осіб жіночої статі у місті припадало 92,7 чоловіків;  на 100 жінок у віці від 18 років та старших — 89,3 чоловіків також старших 18 років.
Середній дохід на одне домашнє господарство  становив 69 642 долари США (медіана — 57 257), а середній дохід на одну сім'ю — 79 819 доларів (медіана — 67 012). Медіана доходів становила 54 117 доларів для чоловіків та 36 097 доларів для жінок. За межею бідності перебувало 10,6 % осіб, у тому числі 13,8 % дітей у віці до 18 років та 5,3 % осіб у віці 65 років та старших.
Цивільне працевлаштоване населення становило 12 438 осіб. Основні галузі зайнятості: освіта, охорона здоров'я та соціальна допомога — 23,2 %, роздрібна торгівля — 13,1 %, виробництво — 8,6 %, мистецтво, розваги та відпочинок — 8,3 %.